# Dorcaschesis sericata
Dorcaschesis sericata là một loài bọ cánh cứng trong họ Cerambycidae.